# End of an Era
End of an Era è un album live del gruppo musicale finlandese Nightwish. È stata l'ultima apparizione di Tarja Turunen come cantante del gruppo, nonché l'ultimo concerto del tour mondiale Once Upon a Tour 2004/2005, che promuoveva l'album Once, da cui sono ripresi 8 dei 18 brani presenti in questo live.
Al concerto partecipa anche John Two Hawks, nativo americano, suonando il flauto in Stone People. L'intro e l'outro dell'album sono stati composti da Hans Zimmer.
La copertina raffigura le statue di un angelo e un demone che si danno le spalle. Al centro c'è un altro piedistallo molto alto sulla cui punta si trova un cuore spezzato circondato da scariche elettriche. Nello sfondo rovine di templi e un cielo nuvoloso.

## Tracce
1. Intro: Red Warrior / Dark Chest of Wonders – 5:08 (Hans Zimmer / Tuomas Holopainen)
2. Planet Hell – 4:45 (Tuomas Holopainen)
3. Ever Dream – 5:27 (Tuomas Holopainen)
4. The Kinslayer – 4:09 (Tuomas Holopainen)
5. The Phantom of the Opera – 5:12 (Andrew Lloyd Webber, Charles Hart, Richard Stilgoe)
6. The Siren – 4:53 (Tuomas Holopainen, Emppu Vuorinen)
7. Sleeping Sun – 4:55 (Tuomas Holopainen)
8. High Hopes – 6:54 (David Gilmour, Polly Samson)
9. Bless the Child – 6:25 (Tuomas Holopainen)
10. Wishmaster – 4:44 (Tuomas Holopainen)
11. Slaying the Dreamer – 5:05 (Tuomas Holopainen, Emppu Vuorinen)
12. Kuolema Tekee Taiteilijan – 4:13 (Tuomas Holopainen)
13. Nemo – 4:46 (Tuomas Holopainen)
14. Ghost Love Score – 10:29 (Tuomas Holopainen)
15. Stone People – 4:09 (John Two-Hawks)
16. Creek Mary's Blood – 8:39 (Tuomas Holopainen)
17. Over the Hills and Far Away – 5:26 (Gary Moore)
18. Wish I Had an Angel / Outro: All of Them – 7:53 (Tuomas Holopainen / Hans Zimmer)

Contenuto extra
- Documentario A Day Before Tomorrow – 55:00
- Galleria fotografica